# Bill Dudley
William McGarvey Dudley (Bluefield, Virginia, 24 de diciembre de 1921 – Lynchburg, Virginia, 4 de febrero de 2010), más conocido como Bill Dudley, fue un jugador profesional estadounidense de fútbol americano que se desempeñó en la posición de halfback en la National Football League (NFL). Es miembro del Salón de la Fama del Fútbol Americano Profesional.

## Carrera
Dudley jugó como profesional tres temporadas en Pittsburgh Steelers (1942, 1945-1946), después pasó a Detroit Lions (1947-1949), posteriormente a Washington Redskins, donde jugó tres temporadas (1950-1951, 1953), y fue el equipo en el que se retiró.

## Reconocimiento
El 17 de septiembre de 1966, fue seleccionado para ser miembro del Salón de la Fama del Fútbol Americano Profesional.